# Stephen Pichon

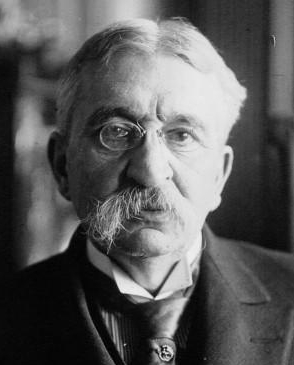
Stephen Pichon 1918.

Stephen Jean Marie Pichon, född den 10 augusti 1857 i Arnay-le-Duc (Côte d'Or), död den 18 september 1933 i Vers-en-Montagne (Jura), var en fransk politiker, diplomat och publicist.
Pichon började 1878 sin tidningsmannabana och blev 1880 medarbetare i Clemenceaus tidning Justice. Han invaldes 1882 i Paris municipalråd och blev 1885 ledamot av deputeradekammaren, där han slöt sig till yttersta vänstern. Vid 1893 års val föll Pichon igenom, blev 1894 franskt sändebud hos republiken Haiti, 1896 i Rio de Janeiro och 1897 i Peking, där han bland annat hade att utstå legationernas belägring under boxarupproret 1900. Från Peking förflyttades han 1901 som 
generalresident till Tunisien, gjorde sig där bemärkt för administrativ duglighet och valdes i januari 1906 till senator (för Jura).
Pichon bibehöll generalresidentposten, tills han (oktober samma år) blev utrikesminister i Clemenceaus ministär. Samma post bibehöll han i Briands båda första ministärer (juli 1909–februari 1911). Han visade sig som utrikesminister vara en smidig diplomat och verkade särskilt för stärkande av ententeförhållandet till Storbritannien och för den europeiska fredens befästande genom överenskommelser om upprätthållande av "status quo" (den spansk-engelsk-franska ententen om status quo vid Medelhavets och Atlantiska oceanens kuster 1907, norska integritetstraktaten samma år, Nord- och Östersjöavtalen 1908).
Pichon var ånyo utrikesminister mars–december 1913 (i ministären Barthou) och sökte då bland annat förbereda en entente med Spanien (Poincaré och Pichon besökte Madrid i oktober). Han slöt sig efter ministären Barthous fall allt närmare Briand i fejd mot Caillaux och radikalernas yttersta vänster, återgick till publicistiken och blev 1914 huvudredaktör för den mycket spridda tidningen Le petit journal. Pichon var utrikesminister i Clemenceaus ministär november 1917–januari 1920 och en av Frankrikes delegerade vid fredskonferensen i Versailles 1919. Under åren därefter deltog Pichon på grund av sjuklighet föga i det politiska livet.

## Utmärkelser
- Riddare av Serafimerorden,  26 juli 1908[1]
- Storkors med kedja av Karl III:s orden,  25 maj 1913[2]
- Storkorset av Finlands Vita Ros’ orden,  1920[3]
- Hederslegionen[4]

[Redigera Wikidata]